# عملية السهم الثاقب (فلسطين)
عملية السهم الثاقب هي عملية نفذتها كتائب عز الدين القسام عام 2004 ضد قوات جهاز الاستخبارات العسكرية الأسرائيلية «الشاباك»، حيث تمكنت من اختراق صفوفه وقد أسفرت العملية عن مقتل إسرائيلي وإصابة أربعة ومقتل منفذي العملية واعتبر ذلك ضربة موجعة لهذا الجهاز، فيما سجلت نقطة نجاح لكتائب القسام في إطار صراعهما الدائم

## تفاصيل العملية
في ساعة مبكرة من صباح الثلاثاء 7/12/2004م، شرق مدينة غزة في المنطقة الواقعة ما بين معبر «كارني» ومستوطنة «ناحل عوز» على بعد مئات الأمتار من الجدار الإلكتروني قرب المعبر، تمكنت كتائب القسام من تنفيذ عملية «السهم الثاقب» بحفر نفق وزرعه بعبوة تزن طنٍّ ونصف من المتفجّرات. وقد تمكنت الكتائب من استدراج مجموعة من الوحدات الأسرائيلية الخاصة إلى المكان بناء على معلومات تم تسريبها قصداً من خلال إحداث اختراق أمني في جهاز الشاباك، وتمّ تفجير العبوة المزروعة، ومن ثم انطلق منفذا العملية القساميان: مؤمن رجب وأدهم حجيلة وأجهزا على بقية الوحدات، فقتل جندي إسرائيلي وأصيب 3 بجروح خطيرة.
قامت وحدة الهندسة في كتائب عز الدين القسام بحفر نفق تحت الجدار الحدودي لقطاع غزة تجاه موقع عسكري الإسرائيلي رابض عند معبر كارني الإسرائيلي ثم قامت بوضع العديد من العبوات في نهاية النفق الذي استغرق حفره مدة أربعة أشهر، وقد كمن اثنان من استشهاديي كتائب القسام مجهزين بالأسلحة والأحزمة الناسفة والقنابل اليدوية وقذيفة شواظ في المكان وأتت مجموعة من الوحدات الأسرائيلية الخاصة إلى المكان بناء على معلومات تم تسريبها قصداً لإحداث اختراق أمني في جهاز الشاباك، وتمّ تفجير العبوات المزروعة، ومن ثم انطلق القساميان وأجهزا على بقية الوحدات.
العدو يتكتم على خسائره
فيما اعلنت إسرائيل عن مقتل جندي من الجيش الأسرائيلي وإصابة أربعة جنود آخرين، وصفت حالة اثنين منهما بالخطرة. فيماذكرت كتائب القسام أن الخسائر البشرية في صفوف جنود إسرائيل أكثر مما اعترفت به بكثير، وأضافت مصادر عسكرية أسرائيلية «أن الانفجار أدى إلى قتل أحد الكلاب المدربة للكشف عن المتفجرات».

## رد الفعل الإسرائيلي
صرح نائب وزير الدفاع الإسرائيلي، "زئيف بويم" بتفاصيل العملية النوعية لكتائب عز الدين القسام شرق حي في مدينة غزة، معترفاً في الوقت ذاته بقدرة كتائب عز الدين القسام الجناح العسكري لحركة المقاومة الإسلامية حماس على اختراق صفوفه أمنياً وعسكرياً. فيقول "بويم" تعقيباً على مقتل جندي الإسرائيلي أمس شرق غزة: "بعد أن وصلتنا معلومات إستخبارية عن وجود نفق، يصل من شرق الشجاعية إلى معبر "كارني"، قامت قوة من الجيش الإسرائيلي لفحص المكان، وعندما اقتربت من بوابة النفق، تم تفجيره بعبوة ناسفة كانت مزروعة بداخله، فقتل أحد جنودنا وأصيب آخرون مما يعد هذا انجازا أمنيا استطاعت حماس تحقيقه.